# Picanço-cuco-de-petit
Picanço-cuco-de-petit, lagarteiro-de-petit ou lagarteiro-acetinado (Campephaga petiti)é uma espécie de ave da família Corvidae.
Pode ser encontrada nos seguintes países: Angola, Camarões, República do Congo, República Democrática do Congo, Gabão, Quénia, Nigéria e Uganda.
Os seus habitats naturais são: florestas subtropicais ou tropicais húmidas de baixa altitude e regiões subtropicais ou tropicais húmidas de alta altitude.